# Fritz Gertsch

Fritz Gertsch (Mitte) bei einer Übungsbesprechung

Fritz Gertsch (* 28. April 1862 in Aarwangen; † 21. November 1938 in Bern; heimatberechtigt in Lauterbrunnen) war ein Schweizer Berufsoffizier (Oberstdivisionär).

## Leben
Gertsch liess sich nach seiner Schulzeit zum Hutmacher ausbilden. Sein Vater hatte ein eigenes Hutmacher-Geschäft. Er wechselte jedoch bald zur Schweizer Armee und war dort von 1886 bis 1892 und von 1894 bis 1910 als Instruktor tätig.
Während des Russisch-Japanischen Kriegs wurde er 1904 zu den japanischen Streitkräften in die Mandschurei abkommandiert. Dort lernte er die Effektivität der lichten Schützenlinie kennen.
Fritz Gertsch war ein Anhänger der umstrittenen Drillerziehung von Ulrich Wille. Die Truppe und damit die Armeespitze konnten sich damit aber nicht anfreunden und daher wurde Gertsch im Jahre 1910 das Kommando seiner Brigade vom Bundesrat entzogen und er wurde 1911 als Instruktor entlassen. 1917 wurde ihm das Kommando der 3. Division übertragen, von dem er jedoch 1919 suspendiert wurde.
Gertsch vertrat die Ansicht, dass die Schweizer Soldaten eine besondere Ausrüstung und Fechtweise erlangen müssen. Weiter setzte er sich für eine Maschinengewehrarmee ein.
Politisch war Fritz Gertsch ein Hardliner. 1922 äusserte er sich zur Haltung des Bundesrates im Weltkrieg folgendermassen: "Er hat ein angstvolles Bestreben gezeigt, um jeden Preis den Kampf zu vermeiden." Die Initiatoren des Landesstreiks gegen Ende des Krieges beurteilte er vernichtend: "Die Hetzer von 1918 hätte man unschädlich machen müssen, ohne zu prüfen, ob man vom Recht dazu befugt ist."